# Philippa Raschker

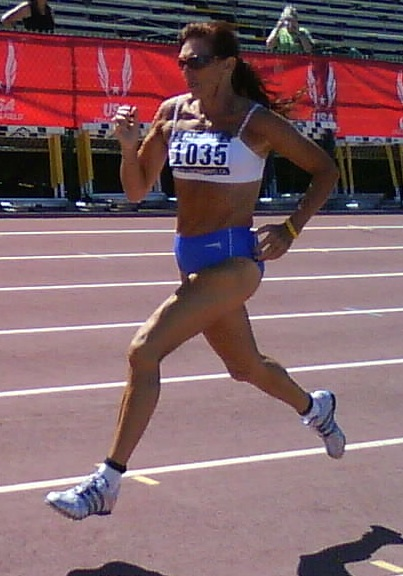
Philippa Raschker bei den 2010 USATF Masters Championships

Philippa „Phil“ Raschker (* 21. Februar 1947 in Hamburg) ist eine US-amerikanische Athletin. Mit 20 Jahren ist sie von Deutschland in die Vereinigten Staaten von Amerika gezogen. Sie hält 63 US- und 18 Weltrekorde und hat 71 Gold-, 19 Silber- und 7 Bronzemedaillen für Frauen ab 35 Jahren der World Masters Athletics Championships gewonnen, bei denen sie seit 1983 antritt. 2003 und 2008 war sie für den James E. Sullivan Award nominiert.